# Агуас-Корриентес (муниципалитет)
Агуас-Корриентес (исп. Aguas Corrientes) — муниципалитет в Уругвае в департаменте Канелонес. Административный центр — Агуас-Корриентес.

## История
Муниципалитет образован 15 марта 2010 года.

## Состав
В состав муниципалитета входит единственный населённый пункт:
- Агуас-Корриентес